# 秋山孝
秋山 孝（あきやま たかし、1952年5月18日 - 2022年1月18日）は日本のイラストレーター・グラフィックデザイナー・イラストレーション学研究家。新潟県立長岡商業高等学校、多摩美術大学を卒業し東京藝術大学大学院を修了。多摩美術大学教授。秋山孝ポスター美術館長岡館長を務めた。

## 経歴
- 1952年　新潟県長岡市宮内に生まれる。
- 1975年　多摩美術大学入学　グラフィックデザイン専攻
- 1980年　東京藝術大学大学院入学　（視覚デザイン専攻）
- 1993年　多摩美術大学　常勤講師
- 1994年　多摩美術大学　助教授
- 2000年　多摩美術大学　教授
- 2009年　秋山孝ポスター美術館長岡開館[1]
- 2022年1月18日　直腸がんのため自宅で死去[1]。69歳没。

## 作品

### 主なポスター作品
- 1981年「Takashi Akiyama (4+1 Poster Exhibition)」
- 1982年「Bird - Keeper (owl) (3点シリーズ)」
- 1983年「Life」
- 1983年「Sky」
- 1984年「第2回バードカービング展」
- 1984年「アフリカ自然保護（ハンター）（3点シリーズ）」
- 1984年「WILD LIFE-HELP（骨格鳥）」
- 1985年「線（天・地・海・鳥）」
- 1986年「Love Peace」
- 1987年「Water (water bird,faucet) 」
- 1987年「Heart - The Earth」
- 1987年「Sick-The Earth」
- 1988年「Peace Face」
- 1989年「Bird Art Week (manet) (3点シリーズ)」
- 1989年「Bird Art Week (raijin)」
- 1990年「Save Tokyo Bay」
- 1991年「Wild Life Help (oil bird)」
- 1991年「Peace」
- 1992年「Condom Boy and Aids Virus Boy」
- 1992年「Aids Condom Boy」
- 1992年「Aids Condom Boy (man)」
- 1992年「Aids Condom Boy (lady)」
- 1992年「Japan Ecology Poster in Warsaw」
- 1993年「Stop Aids Japan in Sapporo」
- 1994年「写楽生誕200年祭ポスター展1794 - 1994」
- 1995年「Tokyo Image Panic 1995 (Earthquake)」
- 1995年「東京･地下鉄サリン事件1995・I'm Here」
- 1995年「Thanks Mountain (bird) 」
- 1996年「Save The Earth - Wild Life」
- 1997年「Fax Art・東京・ヘルシンキ」
- 1997年「Stop Gun　八王子スーパー強盗殺人事件」
- 1997年「世界自然遺産1997」
- 1997年「International Nature Film Festival-Golden Ibex- 」
- 1998年「No! インド核実験 1998」
- 1998年「No! LAND MINE (No!地雷)」
- 1998年「Open Forum / Shinanogawa River Poster」
- 2000年「Recycling」
- 2000年「サンフランシスコ・アースデイ2000」
- 2000年「Illustration Studies Tama Art University」
- 2001年「The 41st Hachioji Festival」
- 2001年「Fugoppe's Wings」
- 2001年「What's justice?・何が正義か」
- 2002年「Message Illustration Poster 2002」
- 2002年「Illustration Studies 6」
- 2002年「小さな美の感情展」
- 2002年「オマージュ、田保橋　淳」
- 2003年「Visualogue」
- 2003年「Illustration Studies -11 Tama Art University」
- 2003年「Green Consumer (緑の消費者)」
- 2003年「This is a non-smoking facility・ここは喫煙施設ではありません」
- 2004年「フレンドシップ展・イラストレーションとサーフェスデザイン」
- 2004年「Witold Gombrowicz(ヴィットールド・ゴンブロービッチ)」
- 2004年「秋山孝 エコポスター」
- 2004年「メッセージ イラストレーション ・ポスター in トヤマ」
- 2004年「Graffiti Illustration」
- 2004年「Calendae＝月を呼んだ日」
- 2004年「Simple Simple Simple Kari Piippo」
- 2004年「秋山孝ユーモアイラストレーションポスター展・中国」
- 2005年「Give me some water - Save The Earth」
- 2005年「秋山孝のユーモア・イラストレーションポスター展 in 秋田」
- 2005年「優れたアニメーションは、一枚一枚の優れたイラストレーションの積み重ねから生まれる展」
- 2005年「東京6美大・イラストレーション表現展」
- 2005年「暗中模索」
- 2005年「ユーモア イラストレーションポスター展」
- 2005年「装丁と装画の密月展」
- 2005年「Finn Nygaard・Denmark」
- 2006年「Earthquake in Japan」
- 2006年「イラストレーションスタディーズ」
- 2006年「秋山孝ポスター in トヤマ（個展）」
- 2006年「中国学生ポスター国際交流展 in 富山」
- 2006年「マイ・ベスト・1・イラストレーションポスター」
- 2006年「イラストレーションポスターの巨匠展」
- 2006年「メッセージイラストレーションポスター展」
- 2007年「ポーランド・イラストレーションポスターの巨匠・1」
- 2007年「イラストレーターが思い描くさまざまなWORLD展・2007」
- 2007年「秋山孝イラストレーションポスター展 in 深圳・中国」
- 2007年「第1回中国イラストレーション芸術展 深圳」
- 2007年「イラストレーション・スタディース(Art)」
- 2007年「東方のイラストレーションポスター展 中国・韓国・日本」
- 2007年「マイ・ベスト1・イラストレーションポスターステューデント会議」
- 2007年「秋山孝のイラストレーションポスター in 福島」
- 2007年「メッセージ イラストレーション ポスター」
- 2007年「Takashi Akiyama in Ginza - Humor Illustration Poster」
- 2007年「凱風秋山・新富嶽三十六景」
- 2007年「イラストレーター／それぞれの秋」
- 2007年「SAVE THE EARTH ポスターの街とやま」
- 2008年「地震・Earthquake Japan(Namazu)」
- 2008年「地震・Earthquake Japan(新幹線)」
- 2008年「Illustration Studies Tama Art University - Art」
- 2008年「秋山孝・19冊の豆本展」
- 2008年「Student Conference 2008」
- 2008年「Message Illustration Poster(donkey)」
- 2008年「地震・Earthquake Japan (car)」
- 2008年「Toki 2008 Nipponia Nippon / Save The Earth-Wild Life」
- 2008年「Chinese Posters Takashi Akiyama」
- 2008年「Thanks Mountain・Save The Earth(Bird)」
- 2008年「Thanks Mountain - Save The Earth (Mammoth)」
- 2008年「"Start Here" Universiade Shenzhen 2011」
- 2009年「秋山孝ポスター美術館長岡 2009 Open」
- 2009年「Takashi Akiyama Poster Museum Nagaoka-2009 Open / Symbol」
- 2009年「Any child needs love.2点シリーズ (yellow)」
- 2009年「Any child needs love.2点シリーズ (white)」
- 2009年「Homage Shigeo Fukuda 古今図案師似顔挿絵之図福田繁雄」
- 2009年「Children's Art Project in Nepal - Student Conference」
- 2009年「Takashi Akiyama Illustration Poster in Shanghai China」
- 2009年「Takashi Akiyama in Bangkok」
- 2009年「Message Illustration Poster」
- 2009年「地震・Earthquake Japan (car)」
- 2009年「Message Illustration Poster - Tama Art University Illustration Studies　Takashi Akiyama Poster Museum Nagaoka」
- 2009年「Stop Global Warming　Save The Earth」
- 2009年「Picasso x De Festa 2009」
- 2009年「Voices in Freedom」
- 2009年「ARCHI-NEERING DESIGN 2010 (blue)」
- 2009年「ARCHI-NEERING DESIGN 2010 (red)」
- 2009年「ARCHI-NEERING DESIGN / TIME-SPACE-ENGINEERING (blue)」
- 2009年「ARCHI-NEERING DESIGN / TIME-SPACE-ENGINEERING (red)」
- 2010年「美術館大学2010」
- 2010年「Message Illustration Poster」
- 2010年「Sky & Sea（空と海）」
- 2010年「中国ポスター展」
- 2010年「Takashi Akiyama in Chicago 2010」
- 2010年「秋山孝ポスター展」
- 2010年「Student Conference 2010 (red)」
- 2010年「Student Conference 2010 (yellow)」
- 2010年「巣舞るメッセージ500回記念2010」
- 2010年「Voices in Freedom in Tama Art University,Tokyo」
- 2010年「KABUM!Mix」
- 2010年「巣舞るメッセージ500回記念2010」
- 2010年「Earthquake Japan, Tsunami (car)」
- 2010年「Earthquake Japan, Tsunami (ship)」
- 2010年「Message Illustration Poster 2 - Tama Art University Illustration Studies　Takashi Akiyama Poster Museum Nagaoka」
- 2010年「秋山孝 in 島根 2010」
- 2010年「リプチの月」
- 2011年「第1回上海アジアグラフィックデザインビエンナーレ (red)」
- 2011年「第1回上海アジアグラフィックデザインビエンナーレ (yellow)」
- 2011年「秋山孝in浜田2011」
- 2011年「メキシコ革命 100 年・独立 200 年記念　Voices in Freedom 展　in 長岡」
- 2011年「チェルノブイリ 1986 -- 2011 福島 　25周年記念 チェルノブイリ原発災害」
- 2011年「多摩美百景 - 1 / Dessin」
- 2011年「Takashi Akiyama」
- 2011年「Student Conference 2011/ 15th Anniversary Illustration Studies - Tama Art University」
- 2011年「国際ポスターフェスティバル・リブリアナ'11『差別の面々をあばく！』」
- 2011年「Message Illustration Poster - Tama Art University Illustration Studies」
- 2011年「International Cartoon & Art Festival 2011」
- 2011年「NO MORE FUKUSHIMA 2011 NO MORE HIROSHIMA 1945 (red)」
- 2011年「NO MORE FUKUSHIMA 2011 NO MORE HIROSHIMA 1945 (blue)」
- 2011年「地震津波火災 Earthquake Japan」
- 2011年「地震津波火災 Earthquake Japan」
- 2011年「Message Illustration Poster3 - Tama Art University Illustration Studies　Takashi Akiyama Poster Museum Nagaoka」

## 主な受賞履歴
- 1984年 - アフリカ自然保護ポスターデザインコンテスト・チュニジア大使館賞
- 1986年 - 自然保護ポスター「WILD LIFE-HELP（骨格鳥）」で第11回ワルシャワ国際ポスタービエンナーレ・金賞（ポーランド）
  - 自然保護ポスター「Wild Life - Help (whale)」で第12回ブルノ国際グラフィックデザインビエンナーレ・アルティア賞（チェコスロバキア）
- 1992年 - 湾岸戦争反対ポスター「Peace」で第2回メキシコ国際ポスタービエンナーレ・栄誉賞（メキシコ）
- 1993年 - エイズキャンペーン3点シリーズ「Man」「Lady」「Venus」で 第7回ニューヨークADC国際展・銅賞（アメリカ）
- 1994年 - 湾岸戦争反対ポスター「Wild Life Help (oil bird)」で第2回国際版画とポスター展 4th BLOCK・奨励賞（ウクライナ）
- 1995年 - 地震をテーマとした「Tokyo Image Panic 1995 Earthquake」で ニューヨークフェスティバル国際コンペティション1995・銀賞・写楽生誕200周年記念ポスターで銅賞（アメリカ）
  - コンピュータアートビエンナーレ・ジェーシュフ1995・栄誉賞（ポーランド）
- 1997年 - 環境保護ポスター「Save The Earth-Air (gasmask)」でヘルシンキ国際ポスタービエンナーレ1997・栄誉賞（フィンランド）
  - 「International Nature Film Festival-Golden Ibex- 」でコーニュ国際自然映画祭'99ポスター指名コンペ・1位（イタリア）
- 1999年 - インド核実験反対のポスターでN.Y.フェスティバル・ 国連賞（アメリカ）
- 2007・'08・'09・'10・'11・'12 Graphis Poster Annual（アメリカ）で14個の金賞を受賞

## 主な個展
- 2001年　新潟県立近代美術館（長岡）
- 2004年　中国・北京・清華大學美術學院（中国・北京）
- 2007年　関山月美術館（中国・深圳）
- 2008年　ボタニカルガーデンギャラリー （メキシコ・ハラッパ）
- 2009年　秋山孝ポスター美術館長岡（長岡）
- 2009年　松江美術館（上海・中国）
- 2009年　TK PARKータイ教育センター（バンコク・タイ）

## 国内外での活動
- フィンランド、メキシコ、イタリア、ウクライナ、アメリカ、中国、ポーランドで国際ポスター展国際審査員として招聘される。
- 多摩美術大学美術館と光州デザインビエンナーレ2007(韓国)において 「東方のイラストレーションポスター展 中国・韓国・日本」展を企画。
- シカゴ国際ポスタービエンナーレに招聘され、講演会 "Takashi Akiyama Lecture at the School of the Art Institute of Chicago" を開催。
- 第23回ワルシャワ国際ポスタービエンナーレ2012の国際審査員を務める。

## 著書
- 『Chinese Posters / 中国ポスター』(朝日新聞出版)：ポスターで見る中国現代史。一挙168点掲載。1949年中華人民共和国成立、1966年文化大革命を経て、2008年四川大地震まで。独自の様式美がある中国イラストレーションポスターを、時代に即したデザインから激動の中国現代史が浮かび上がる。
- 『Illustration School』(design house)
- 『Takashi Akiyama Posters-3』(Art Box インターナショナル) : 国際的に活躍する秋山孝のポスターを集めた作品集第 3 弾。地球環境、文化、社会問題等をユーモラスを混じえて展開する、コミュニケーションツールとしてのポップテイストのイラスト集。
- 『Takashi Akiyama -2 Bird Carving』(Art Box インターナショナル) : 秋山孝による作品集の第 2 弾。バードカービングの楽しさ、奥深さが作品をとおして雄弁に語られています。モチーフとなった鳥たちとの新しい発見。
- 『Takashi Akiyama Posters』(Art Box インターナショナル) : ユーモアあふれる画風の中に、自然や環境への真摯な想いがこめられている秋山孝のイラスト集。人類と動物に対する温かい友情に満ちた一冊。
- 『キャラクター・コミュニケーション入門』(角川書店)：丸に目を描くのは、人類だけだと言われています。幼児が初めて描く絵も丸です。ヒットキャラクターの顔も楕円の集合体です。古今東西、様々なメディアから人気者になっていったキャラクターたち。4兆円市場と言われるキャラクタービジネスも、ヒットの元はひとつの丸からスタートしているのかもしれません。これからキャラクターで仕事をしようとしている人たちなどのために、知っておきたいことを創り手の立場から解説した新しい入門書。
- 『秋山孝ポスター作品集』(上海人民美術出版社)
- 『秋山孝海報作品』(関山月美術館)